# 2020년 1월 죽음
다음은 2020년 1월에 사망한 저명한 인물 목록이다.
- 1월 2일 - 대한민국의 정치인 홍창선
- 1월 3일
  - 미국의 영화배우 로버트 블랑체
  - 이란의 군인 가셈 솔레이마니
  - 이라크의 공학자 아부 마흐디 알무한디스
- 1월 4일 - 오스트레일리아의 영화배우 톰 롱
- 1월 6일 - 대한민국의 법조인 이선중
- 1월 7일 - 캐나다의 음악가 닐 피어트
- 1월 8일
  - 미국의 영화배우 벅 헨리
  - 미국의 영화배우 에드 번즈
- 1월 10일 - 오만의 국왕 카부스 빈 사이드 알사이드
- 1월 11일 - 대한민국의 아나운서 임택근
- 1월 12일 - 미국의 영화배우 윌리엄 보거트
- 1월 13일 - 대한민국의 정치인 서석인
- 1월 14일 - 미국의 영화배우 잭 케호
- 1월 15일
  - 미국의 프로레슬러 선수 락키존슨
  - 대한민국의 기자 김영희
- 1월 16일 - J.R.R 톨킨의 아들 크리스토퍼 톨킨
- 1월 17일
  - 조선민주주의인민공화국의 정치인 황순희
  - 일본의 야구 선수 다카기 모리미치
- 1월 18일
  - 독일의 신학자 피터 바이어하우스
  - 일본의 영화배우 시시도 조
- 1월 19일
  - 대한민국의 기업인 신격호
  - 일본의 영화배우 하라 치사코
- 1월 21일
  - 대한민국의 코미디언 남보원
  - 웨일스의 영화감독 테리 존스
- 1월 23일 - 미국의 영화배우 로버트 하퍼
  - 대한민국의 의과대학 교수 허갑범
- 1월 24일
  - 대한민국의 정치인 정희채
  - 네덜란드의 축구선수 로프 렌센브링크
- 1월 26일 - 미국의 농구선수 코비 브라이언트
- 1월 27일 - 대한민국의 소설가 최창학
- 1월 28일
  - 멕시코의 야구선수 나르시소 엘비라
  - 미국의 영화배우 다이안 손
- 1월 31일 - 대한민국의 기업인 박연차